# Tramwaje w Madrycie
Tramwaje w Madrycie (hiszp. Metro Ligero – Lekkie Metro) – system komunikacji tramwajowej w Madrycie. Jest to najmłodszy system transportu w Madrycie. W eksploatacji są 3 linie, a kolejna, czwarta, jest w budowie.
Tramwaje madryckie są integralną częścią madryckiego metra, w tym linia  ma pewne fragmenty podziemne. Linie tramwajowe połączone są ze stacjami metra i na niektórych odcinkach korzystają także z torów, po których kursują pociągi metra. Tabor dostarczyła firma Alstom. W Madrycie na tramwaje mówi się Metro Ligero (w dosłownym tłumaczeniu lekkie metro), co jest związane z tym, że tramwaje na niektórych odcinkach kursują po torach metra i stanowią jego część. W trakcie budowy jest czwarta linia w południowym Madrycie. Wszystkie pojazdy obsługujące linie tramwajowe są niskopodłogowe z zamontowanym monitoringiem. Tramwaje w Madrycie poruszają się po bezkolizyjnych trasach, specjalnie na ten cel wybudowanym nowym torowiskiem, a także niektóre linie pomiędzy niektórymi stacjami i przystankami przemieszczając się korzystają z torów, po których kursuje metro. Łącznie tramwaje w Madrycie mają 27,8 km torów z 36 przystankami.

## Linie

### Pinar de Chamartín ↔ Las Tablas

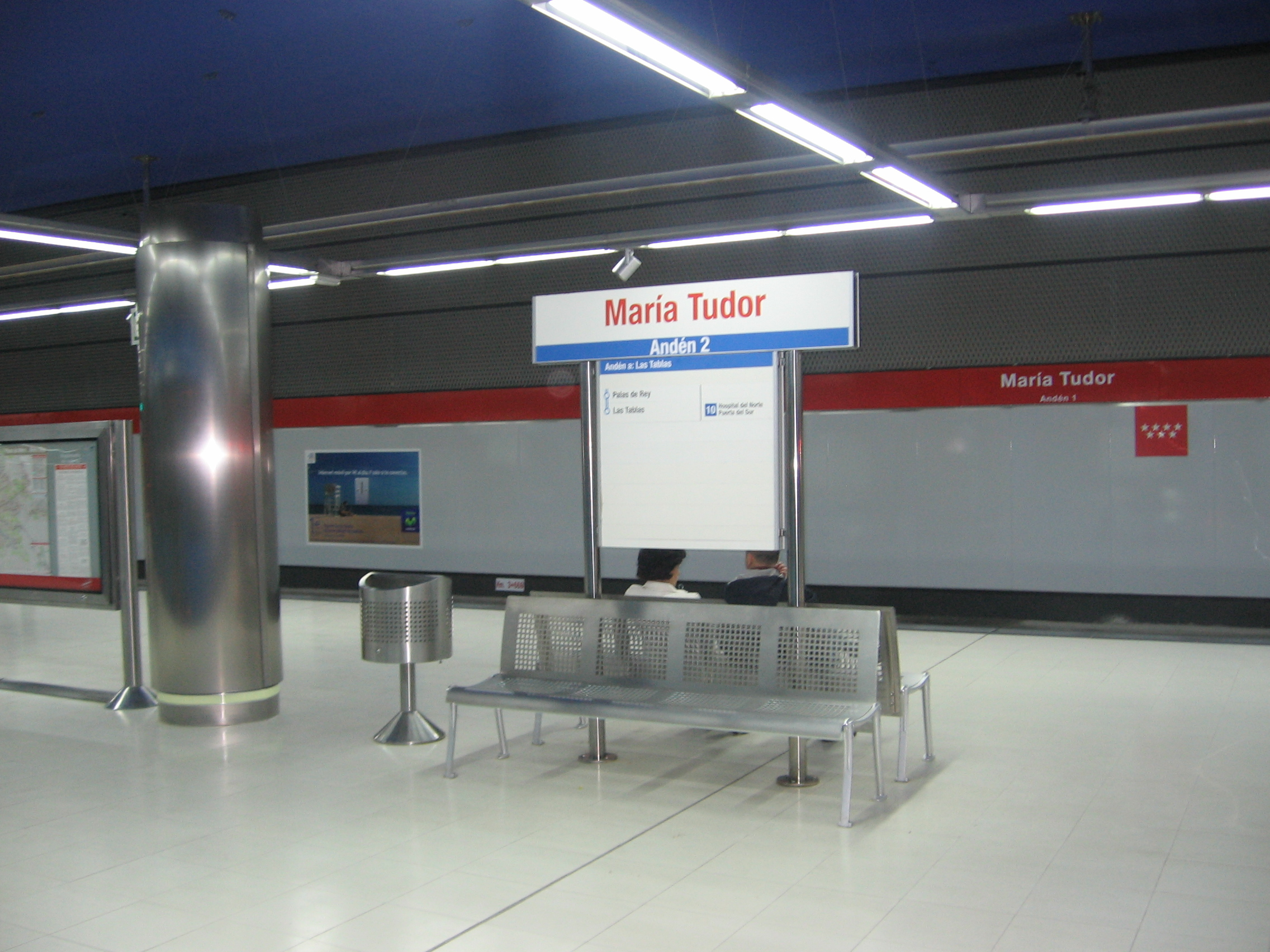
Podziemna stacja na trasie linii 1 – María Tudor

Długość linii: 5,4 km., ogółem na całej długości linii znajduje się 9 stacji /przystanków, w tym 5 podziemnych. Budowa tej linii tramwajowej rozpoczęła się w grudniu 2004, zaś ukończona została 24 grudnia 2007. Łączy ona dzielnice północne Madrytu z Sanchinarro Las Tablas. W odróżnieniu od pozostałych dwóch linii Metro Ligero wszystkie przystanki tej linii są już w eksploatacji, dodatkowo nie planuje się żadnych nowych przystanków na tej linii.
Przystanki na trasie:
- Pinar de Chamartín (połączenie z liniami 1 i 4 metra)
- Fuente de la Mora
- Virgen del Cortijo
- Antonio Saura
- Álvarez de Villaamil
- Blasco Ibáñez
- María Tudor
- Palas del Rey
- Las Tablas (połączenie z linią 10 metra)

### Colonia Jardín ↔ Aravaca

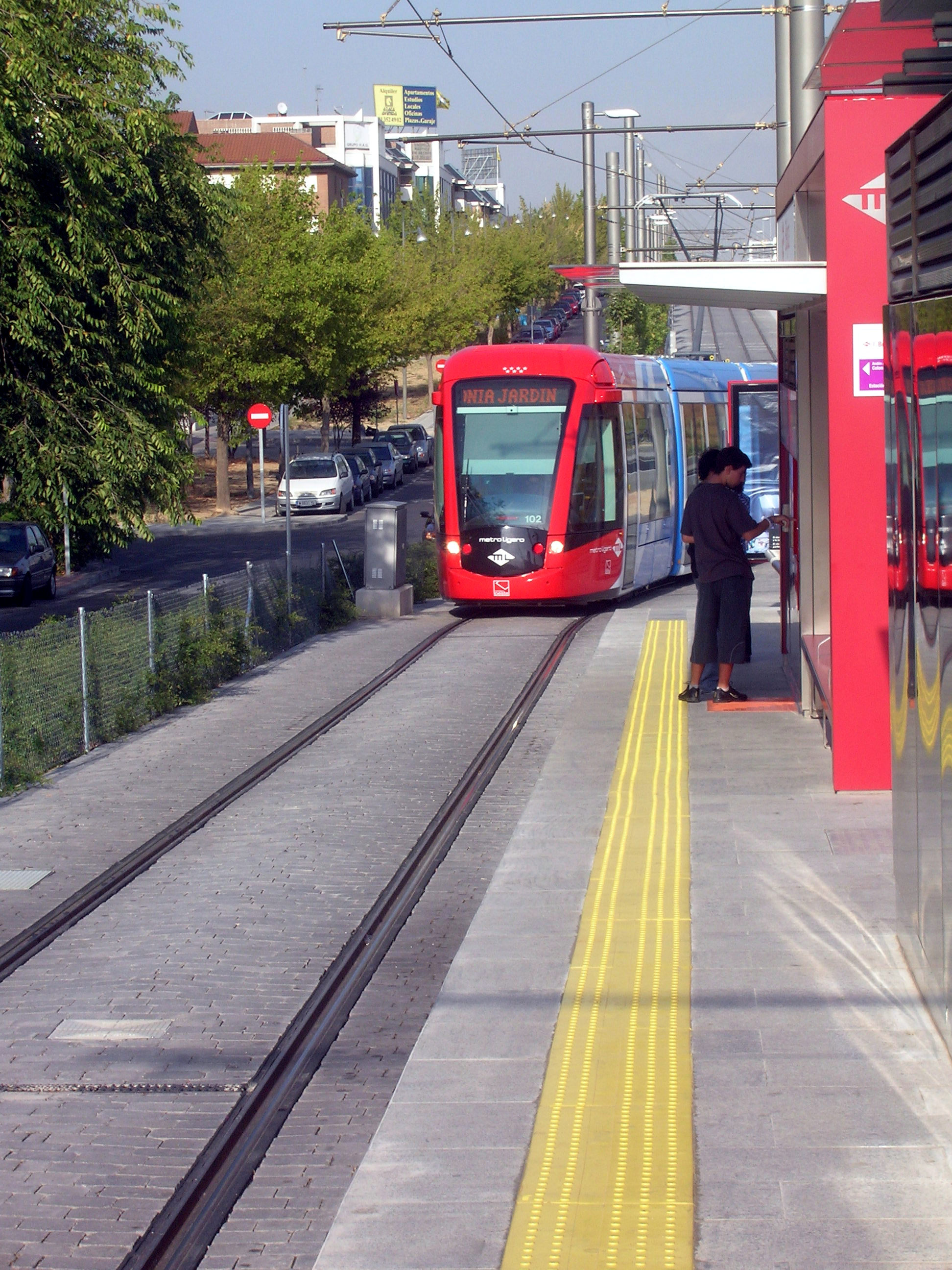
Tramwaj linii 2 na przystanku Bélgica

Długość linii 8,7 km., na całej długości jest 13 stacji/przystanków, w tym 3 podziemne. Budowa tej linii rozpoczęła się w grudniu 2004, zaś otwarta została 27 lipca 2007. Linia ta kursuje w zachodniej części Madrytu i łączy ona kampus Uniwersytetu Complutense w Somosaguas z siecią madryckiego metra na stacji Cólonia Jardin.
Przystanki na trasie:
- Colonia Jardín (połączenie z linią 10 metra oraz linią tramwajową nr 3)
- Prado de la Vega
- Colonia de los Ángeles
- Prado del Rey
- Somosaguas Sur
- Somosaguas Centro
- Pozuelo Oeste
- Bélgica
- Dos Castillas
- Campus de Somosaguas
- Avenida de Europa
- Berna
- Estación de Avaraca (połączenie z siecią Cercanías Madrid)

### Colonia Jardín ↔ Puerta de Boadilla
Długość linii 13,7 km. 15 stacji/przystanków na trasie, z których dwa są podziemne. Jest ona najdłuższą z trzech obecnie eksploatowanych linii Metra Ligero w Madrycie. Budowa tej rozpoczęła się w grudniu 2004, zaś jej otwarcie miało miejsce 27 lipca 2007.
Przystanki na trasie:

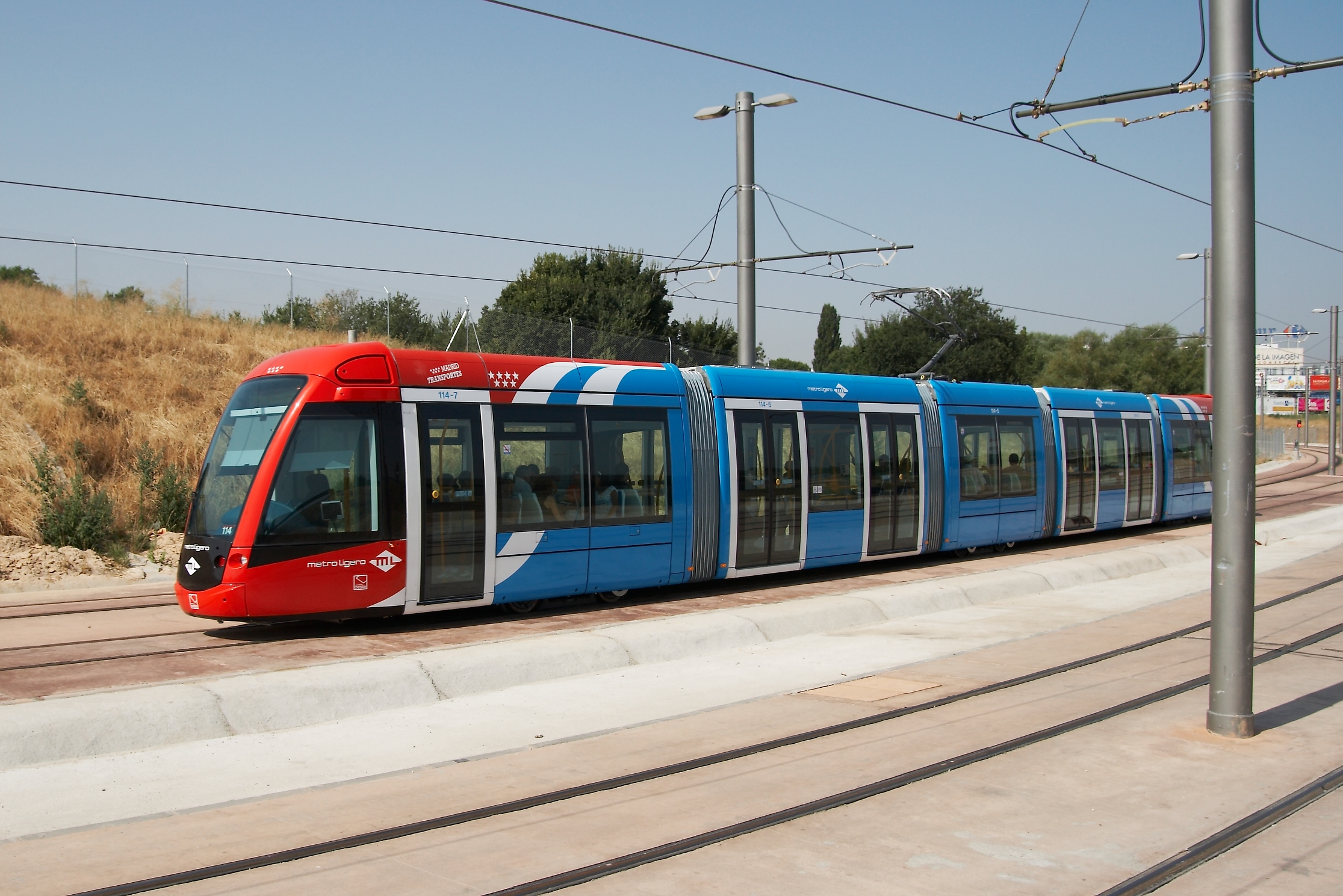
Tramwaj linii 3 przed przystankiem końcowym Colonia Jardín

- Colonia Jardín (połączenie z linią 10 metra i linią tramwajową nr 2)
- Ciudad de la Imagen
- José Isbert
- Ciudad del Cine
- Cocheras
- Retamares
- Montepríncipe
- Ventorro del Cano
- Prado del Espino
- Cantabria
- Ferial del Boradilla
- Boadilla Centro
- Nuevo Mundo
- Siglo XXI
- Infante Don Luís
- Puerta de Boadilla

## Plany rozbudowy
Konsorcjum transportowe Ministerstwo Infrastruktury i Transportu, zatwierdziło projekt budowy nowych linii Metro Ligero (szybkiego tramwaju) w regionie Madrytu. Jedną z wytyczonych tras do budowy jest odcinek 14,3 km, obejmujący 24 przystanki na trasie, łączący Pinar de Las Rozas ze szpitalem Puerta de Hierro i połączeniem z siecią madryckiego metra. Plan rozbudowy sieci obejmuje także budowę linii tramwajowej w podmadryckim mieście Valdemoro, wraz z połączeniem jej z siecią metra oraz kolei Cercanías, jak również budowa szybkiego tramwaju łączącego stację Cercanías Móstoles na linii  metra do Navalcarnero.

## Tabor

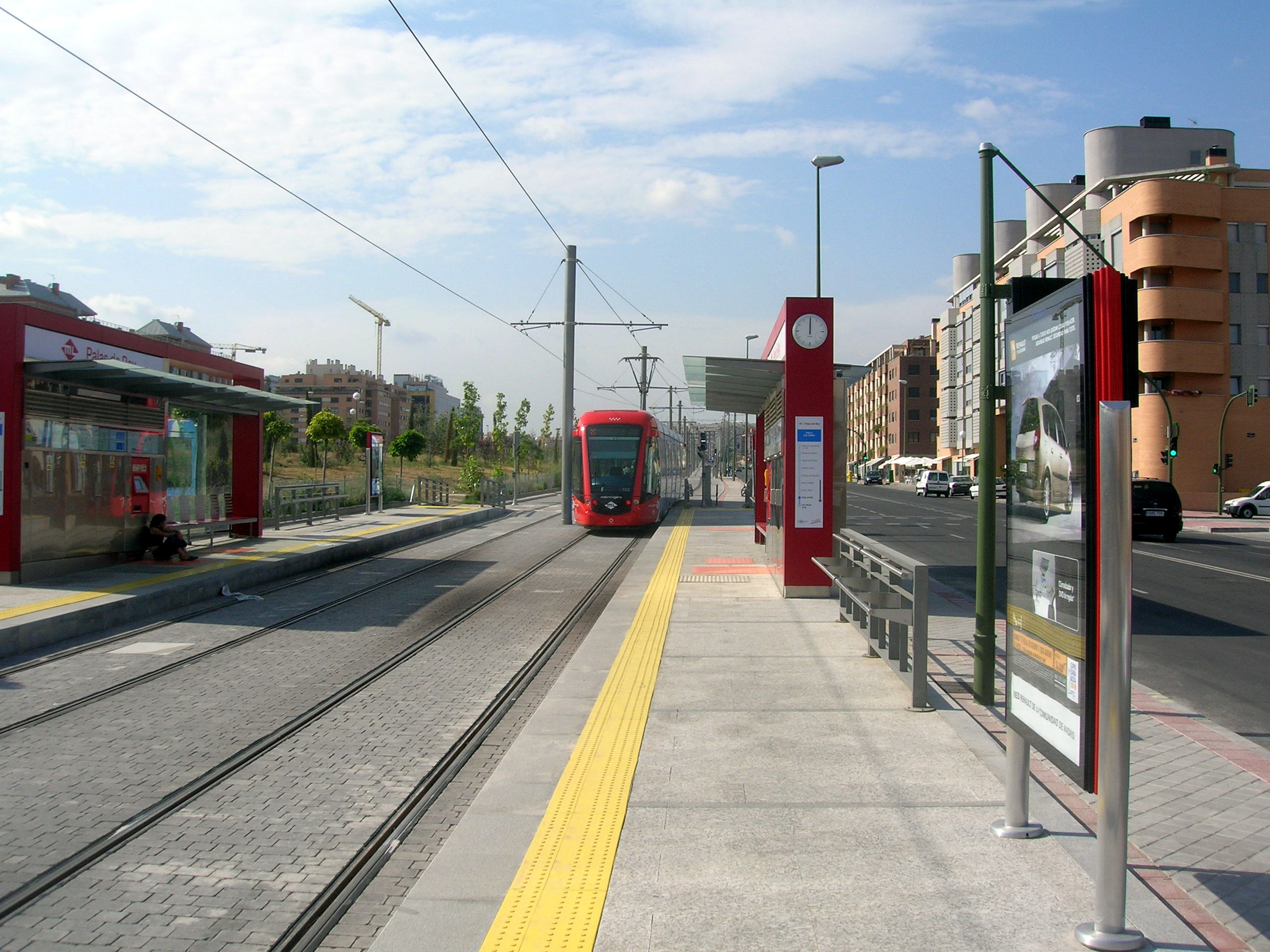
Sieć trakcyjna i torowisko na trasie linii 1

Wszystkie tramwaje do obsługi poszczególnych linii zostały dostarczone przez firmę Alstom, tak samo jak w przypadku Tramwajów w Parli, na Teneryfie, czyli linii Trambaix i Trambesòs w Barcelonie. Wszystkie tramwaje są w 100% niskopodłogowe. Mogą się one poruszać z maksymalną prędkością 70 km/h. Każdy ze składów posiada łącznie 200 miejsc w tym 54 miejsca siedzące. Tramwaje zasilane są prądem stałym o napięciu 750 V.